# Lê Anh Tông
 (octobre 2018).
Si vous disposez d'ouvrages ou d'articles de référence ou si vous connaissez des sites web de qualité traitant du thème abordé ici, merci de compléter l'article en donnant les références utiles à sa vérifiabilité et en les liant à la section « Notes et références ».
Lê Anh Tông (1532 - 22 janvier 1573), né sous le nom Lê Duy Bang, est le quatorzième empereur du Đại Việt (ancêtre du Viêt Nam) de la dynastie Lê. Il règne de 1556 à 1573.

## Maire du palais
- Trịnh Kiểm
- Trịnh Cối
- Trịnh Tùng